# Tanzbrunnen

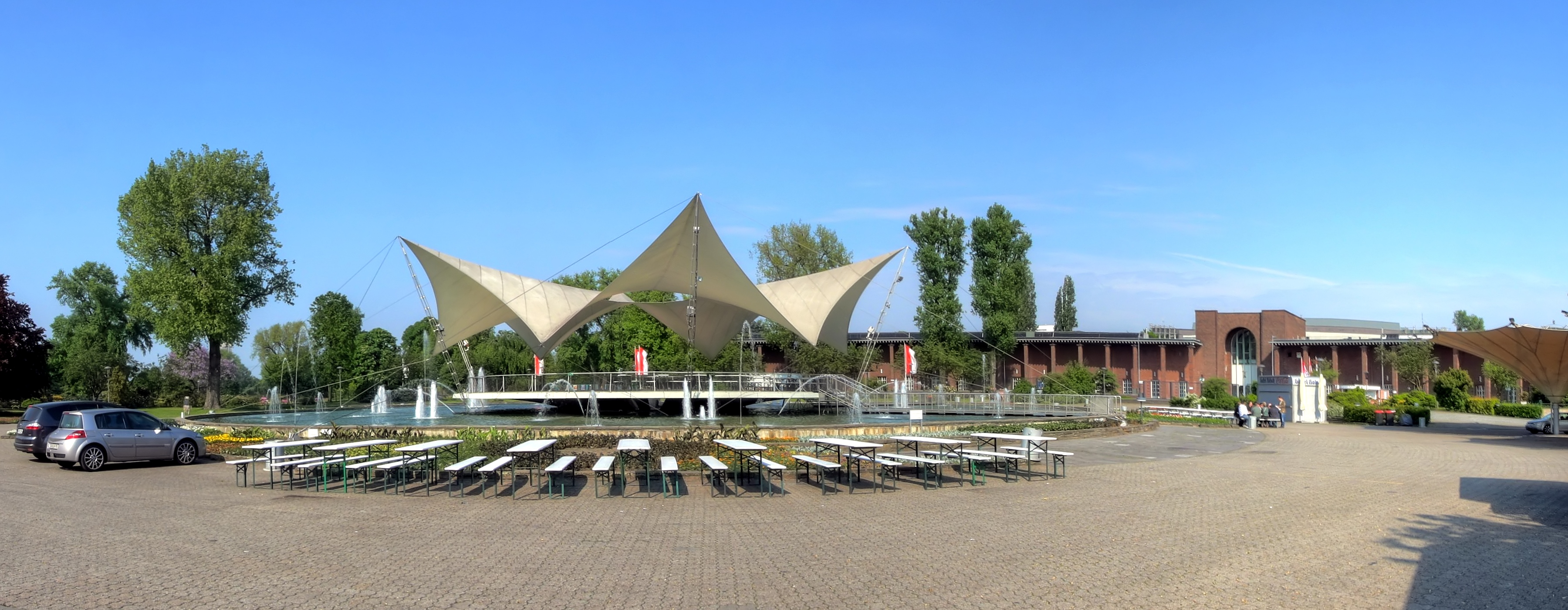
Tanzbrunnen – Sternwellenzelt

Der Tanzbrunnen ist ein Veranstaltungsort in Köln, der nördlich der alten Messehallen am rechten Rheinufer im Stadtteil Deutz liegt. Er ist mit rund 30.000 m² der größte Teil des etwa 48.500 m² großen Rheinparks. Der Tanzbrunnen bietet bei Großveranstaltungen wie Open-Air-Konzerten Platz für bis zu 12.500 Zuschauer. Zum Gelände gehören die Open-Air-Bühne, das Theater am Tanzbrunnen, das Restaurant Rheinterrassen und seit 2004 der km 689 Cologne Beach Club mit einer am Rheinufer gelegenen Strandfläche von 3.500 m².

## Geschichte
Im Zusammenhang mit der Umgestaltung der heutigen KölnMesse legten zwischen 1926 und 1928 auf dem Gelände im Zuge der Niederlegung des „niederrheinischen Dorfes“ der einstigen Kölner Werkbundausstellung Theodor Nußbaum und Josef Giesen 1930 eine geometrische Schmuckanlage mit einem mittigen Kreisbecken und einer Brunnenanlage an. Einbezogen wurde dabei das Areal des ehemaligen preußischen Fort XV, von dem nach einer teilweisen Einebnung und Niederlegung der Gebäude in den Jahren 1913/14 noch Teile der Außenanlagen bestanden. 
Die neue Anlage hieß zunächst Messebrunnen. Das dort für die Werkbundausstellung nach Entwurf von Wilhelm Kreis erstellte Restaurationsgebäude bestand bis zu seiner Zerstörung während des Zweiten Weltkriegs. Es schloss dabei das Areal des Tanzbrunnens nach Norden ab, während im Osten der halbrunde Bau des Staatenhauses steht. Als letzte große Veranstaltung sollte 1940 in der Kölner Messe die Internationale Verkehrsausstellung stattfinden, was letztlich durch den Ausbruch des Kriegs unterblieb. Es folgte stattdessen die Nutzung des Vergnügungsgeländes am Brunnen durch Einrichtungen des Kölner Messelagers, einem Geflecht von Arbeitslagern unterschiedlichster Reichsinstitutionen und für die Rüstung relevanter Firmen. Für diese wurden im Umfeld der Brunnenanlage auch Baracken installiert. 
Oberhalb des Kreisbeckens entstand 1949 durch Josef Op Gen Oorth ein neuer Brunnen mit einem begehbaren Rondell in seinem Zentrum, das auch als Tanzfläche diente und dem Tanzbrunnen seinen Namen gab. Frei Otto schuf zur Bundesgartenschau 1957 ein zusammenfaltbares Sternwellenzelt, das als Vorbild für die Gestaltung des Münchener Olympiastadions diente. 1967 veranstaltete Gigi Campi am Tanzbrunnen das erste deutsche Freiluft-Jazzfestival. Zur Bundesgartenschau 1971 wurden Gelände und Brunnen saniert und um sechs Faltschirme nach Entwurf von Frei Otto erweitert, die das Publikum der Open-Air-Bühne vor Wind und Regen schützen.
Im selben Jahr präsentierte Udo Werner den Ursprung der deutschen Castingshows unter dem Motto Eine Chance für junge Talente, kurz Talentprobe, die berüchtigt war für ihr gnadenloses und schadenfrohes Publikum. 1990 wechselte der Moderator mit dem neuen Titel Linus’ Talentprobe, die bis September 2017 fortgeführt wurde.  
Das 1994 erbaute Theater am Tanzbrunnen ergänzt das Open-Air-Areal um eine Indoor-Bühne, die sich für Präsentationen, Gesellschaften sowie Konzerte eignet. 1998 übernahm KölnKongress das gesamte Areal zur weiteren Vermarktung. Es folgte nach historischer Vorlage eine Instandsetzung der Anlage. Der Brunnen mit dem Sternwellenzelt, die Open-Air-Bühne und das Theater wurden erneuert. Auch das Restaurant in den Rheinterrassen wurde nach der Übernahme stilgetreu renoviert, und der Parksaal wurde als Veranstaltungsraum nutzbar gemacht. Eine weitere Neuerung war die Erweiterung der Parksaalterrasse. Die eine Etage tiefer liegende große Terrasse direkt am Rhein wurde in einen Biergarten für bis zu 1200 Besucher umgewandelt.
Zur Sommersaison 2000 wurde der Brunnen wieder in Betrieb genommen. Im März 2001 konnte auch das neue Sternwellenzelt montiert werden. Zudem wurde das bisherige Backstage-Gebäude an gleicher Stelle durch einen Neubau ersetzt. 2003 wurde mit dem Eingangszelt ein weiterer „textiler Bau“ aufgestellt. Mit seiner 350 Quadratmeter großen Fläche ermöglicht es auch bei Wind und Regen eine geschützte Ankunft der Gäste. Mit dem km 689 Cologne Beach Club, der 2004 als Stadtstrand mit Blick auf den Dom eröffnet wurde, wurden die Einrichtungen komplettiert. 

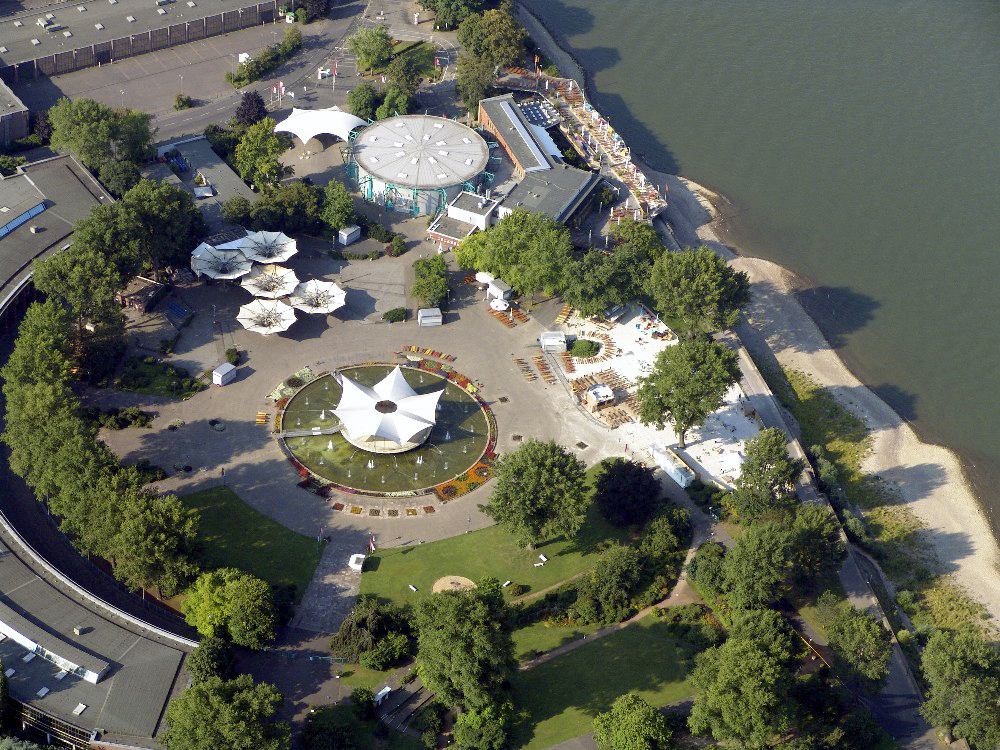
Tanzbrunnen aus der Luft
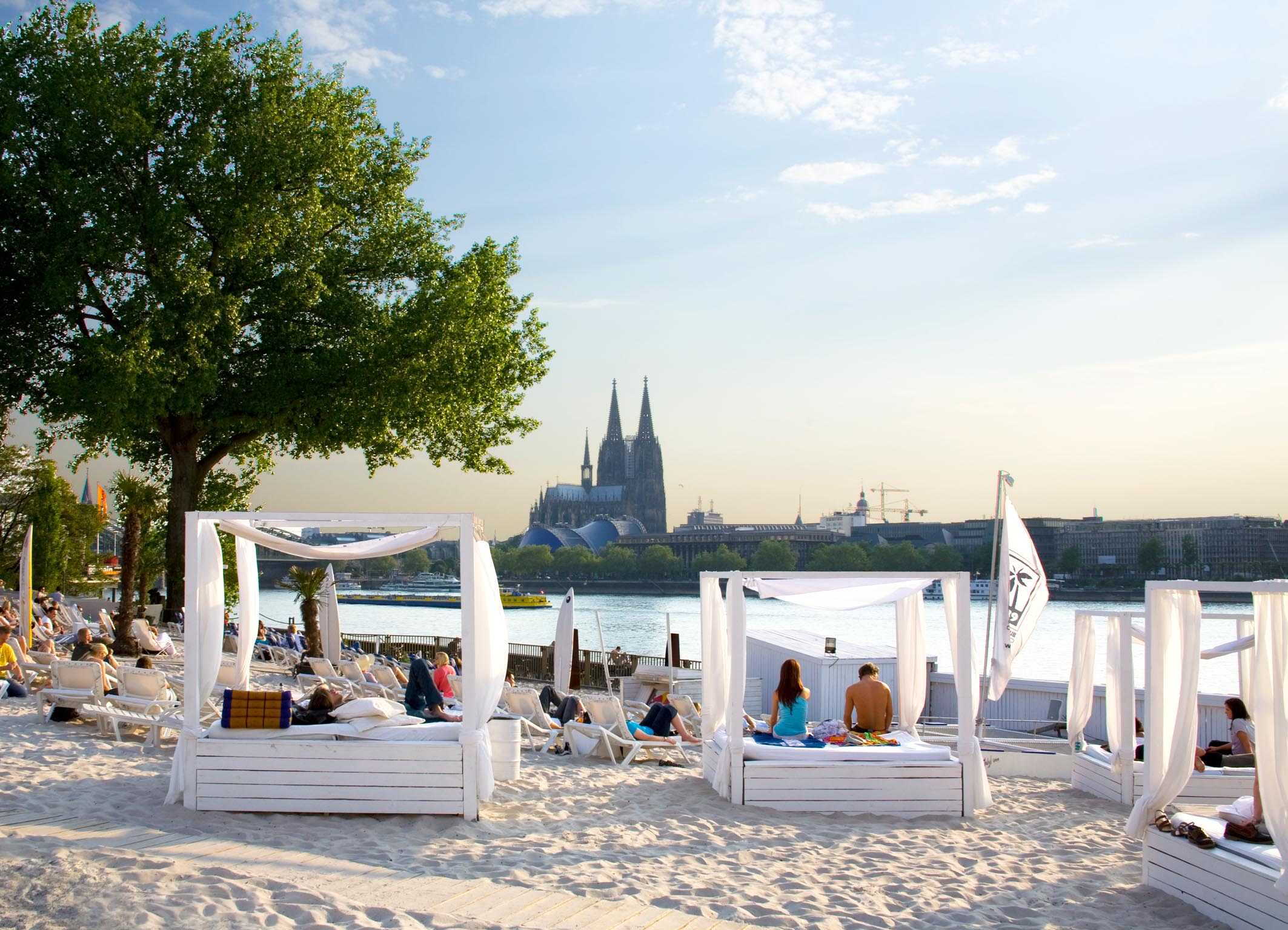
km 689 Cologne Beach Club
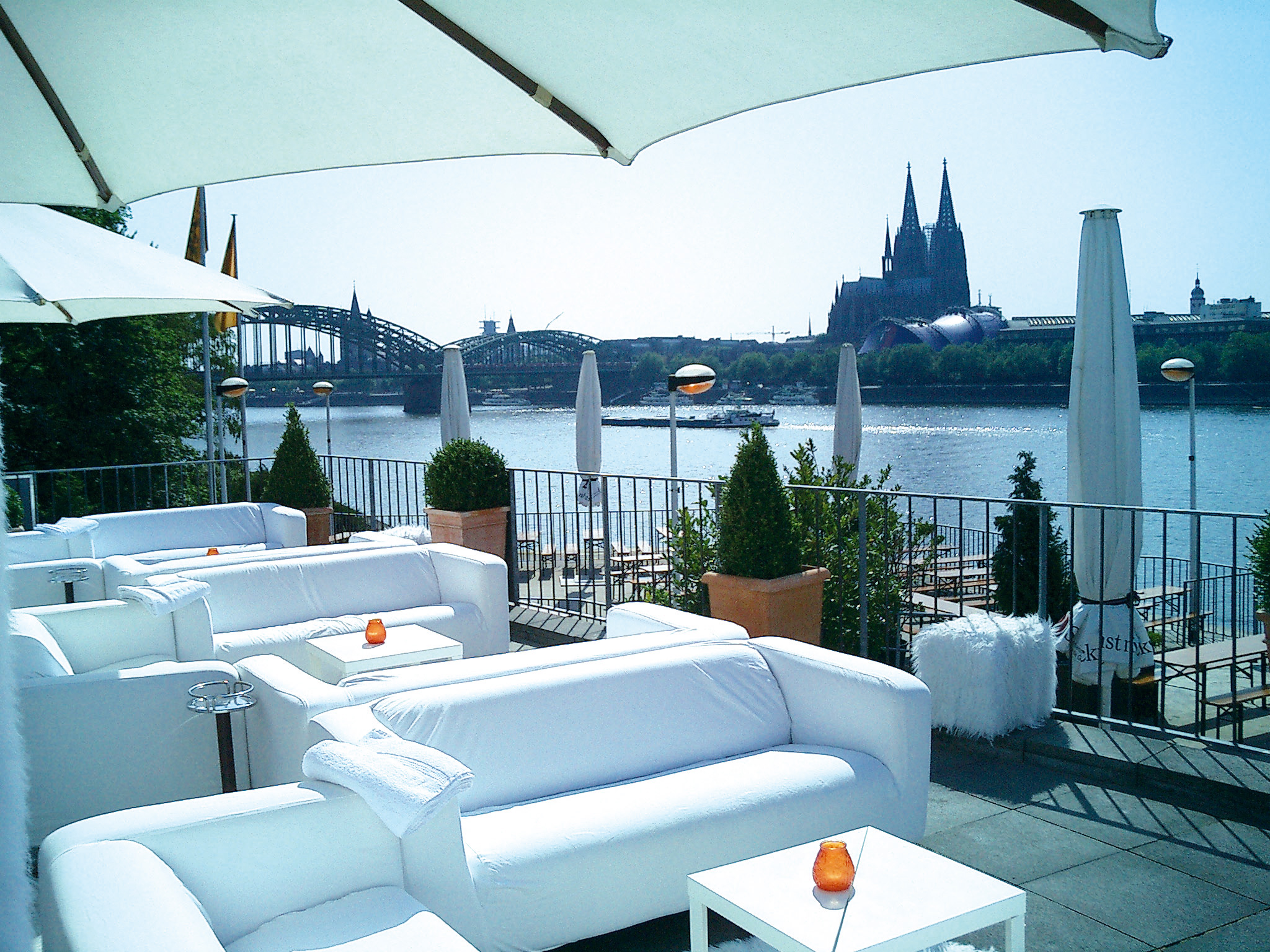
Restaurant Rheinterrassen
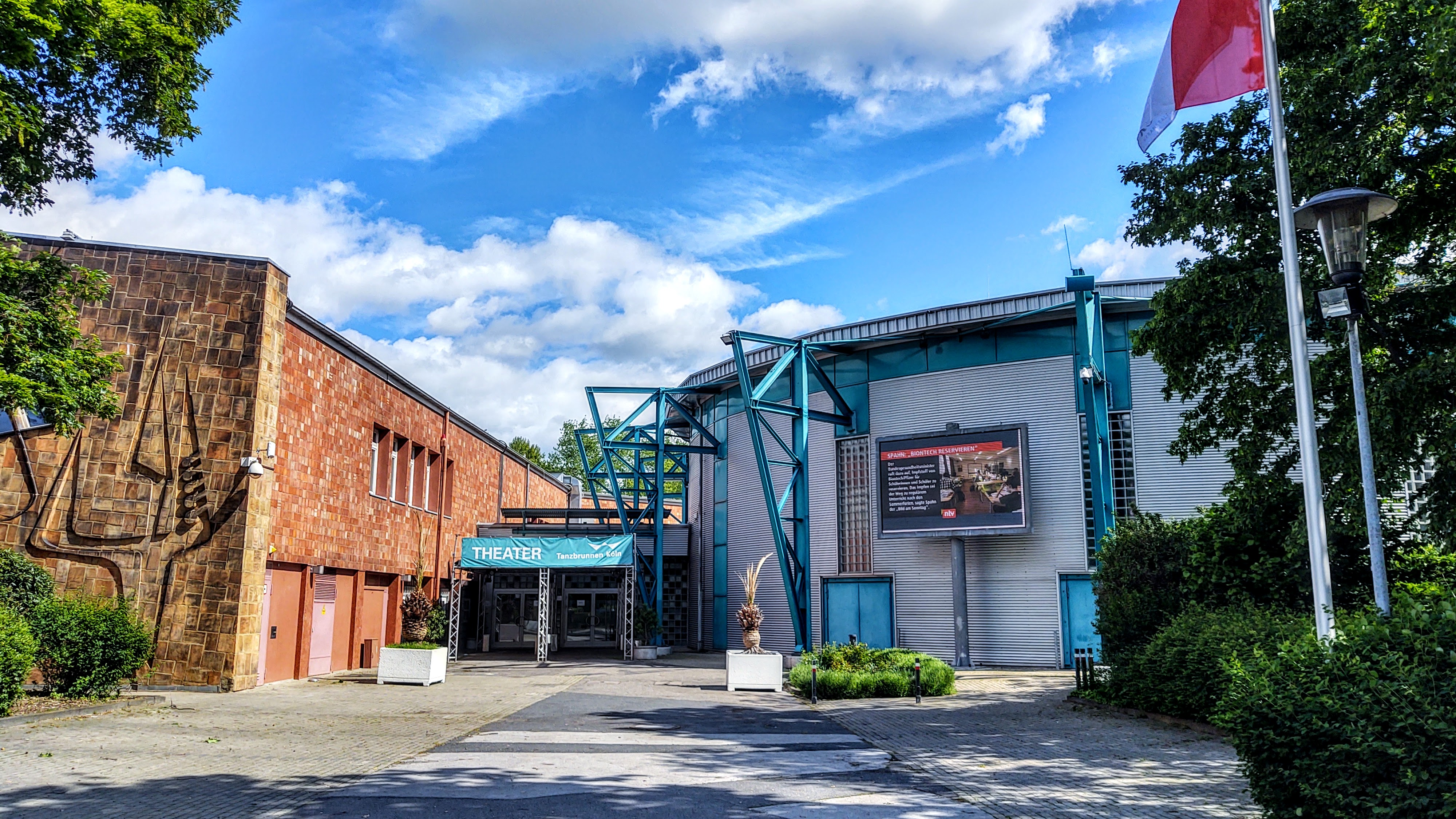
Theater am Tanzbrunnen, Eingang

## Architektur

### Brunnenanlage
Die Brunnenanlage wurde 1950 nach einem Entwurf des Architekten Josef Op Gen Orth eingerichtet und steht seit 1989 unter Denkmalschutz. Bei einem Durchmesser von 55 Metern fasst der Brunnen 1200 Kubikmeter Wasser, eine Befüllung dauert 26 Stunden. Der Brunnen verfügt über 132 Düsen, die drei Wasserbilder zeigen. Sieben bis in eine Höhe von acht Meter steuerbare Schaumeffektdüsen bilden den Innenkranz; 16 Düsenkränze mit je sechs, einzeln, bis in zwei Meter Höhe steuerbare Düsen bilden den Außenkranz. Sieben Parabeln, die von innen nach außen bis zu zehn Meter weit sprudeln können, nehmen das ursprüngliche Erscheinungsbild aus den 1950er Jahren auf. Zur Beleuchtung der einzelnen Wasserspiele wurden 145 Leuchten installiert. Von 1994 bis 2000 lag der Brunnen trocken. Mit der Saisoneröffnung im Mai 2000 wurde er wieder in Betrieb genommen. Seit Ende April 2001 ergänzt ein Wasserkelch in der Mitte des Brunnens die Anlage.

### Zeltbogen am Eingang
Die frühere Zeltdachkonstruktion im Eingangsbereich wurde zur Bundesgartenschau 1957 ebenfalls nach einem Entwurf von Frei Otto errichtet. Sie stand bis zur BUGA 1971 und diente als Wetter- und Sonnenschutz für die am Eingang wartenden Besucher des Tanzbrunnens und des Rheinparks. Ende der 1980er Jahre war die Membran verschlissen.
Zur Saisoneröffnung im Mai 2003 wurde ein neues Zeltdach montiert,  das das ursprüngliche Erscheinungsbild aus den 1950er Jahren aufnimmt. Der Stahlbogen ist 40 Meter lang, wiegt sechs Tonnen und hat einen Durchmesser von 50 Zentimetern. In der Scheitelhöhe misst er 8,80 Meter. Die Zeltdachmembrane hat eine Fläche von 350 Quadratmetern und wiegt 200 Kilogramm.

## Räume und Kapazitäten
- Open-Air-Gelände: 30.000 m²; 12.500 Stehplätze[6]
- Theater am Tanzbrunnen: 940 m²; rund 1000 Sitzplätze
- Rheinterrassen: Vier Räume von 212 bis 300 m² für 82 bis 200 Sitzplätze
- Biergarten: 850 m²; 800 Sitzplätze
- km 689 Cologne Beach Club: 3500 m²; bis zu 1000 Personen

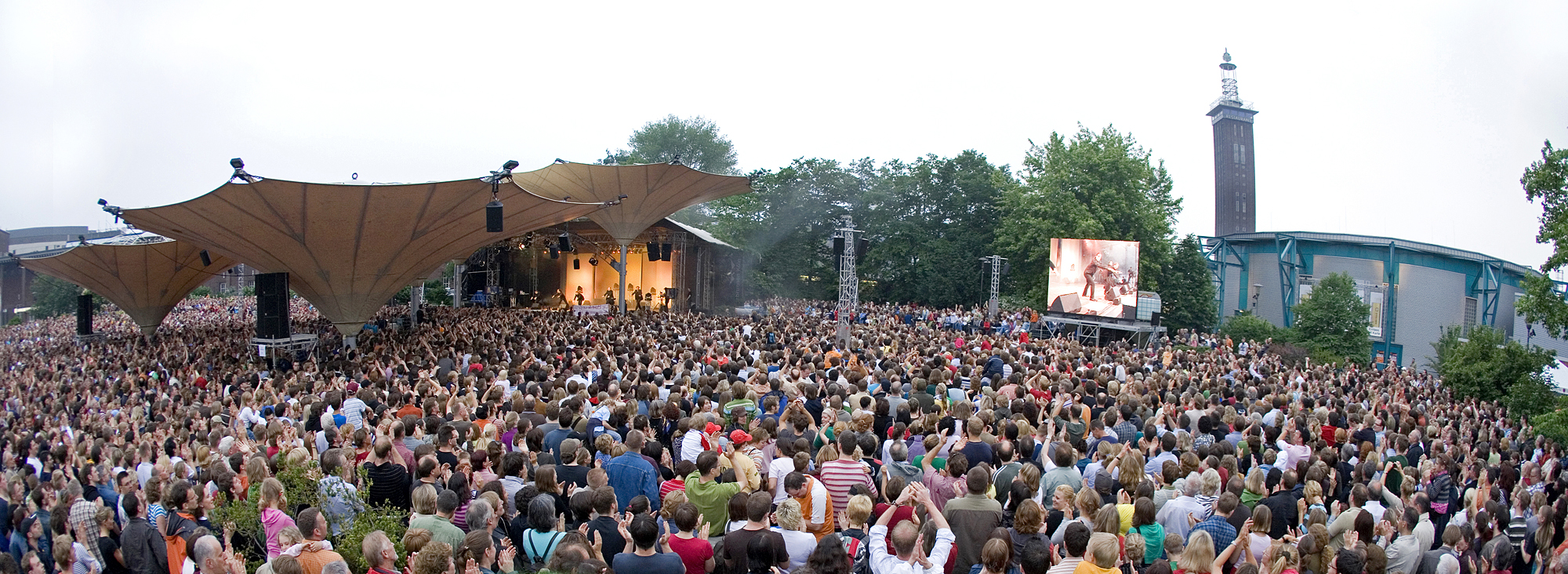
Open-Air-Konzert am Tanzbrunnen

## Heutige Nutzung
Der Tanzbrunnen ist ein beliebter generationsübergreifender Kultur- und Freizeitpark. Die jährlich rund 400 stattfindenden Veranstaltungen, sowohl auf dem Open-Air-Gelände als auch im Theater, zogen im Jahr 2017 etwa 690.000 Besucher an. Es finden regelmäßig Konzerte lokaler und internationaler Stars, Festivals, Kabarett- und Kleinkunst-Vorstellungen sowie der Fisch- und der Blumen- und Gartenmarkt am Tanzbrunnen statt. 

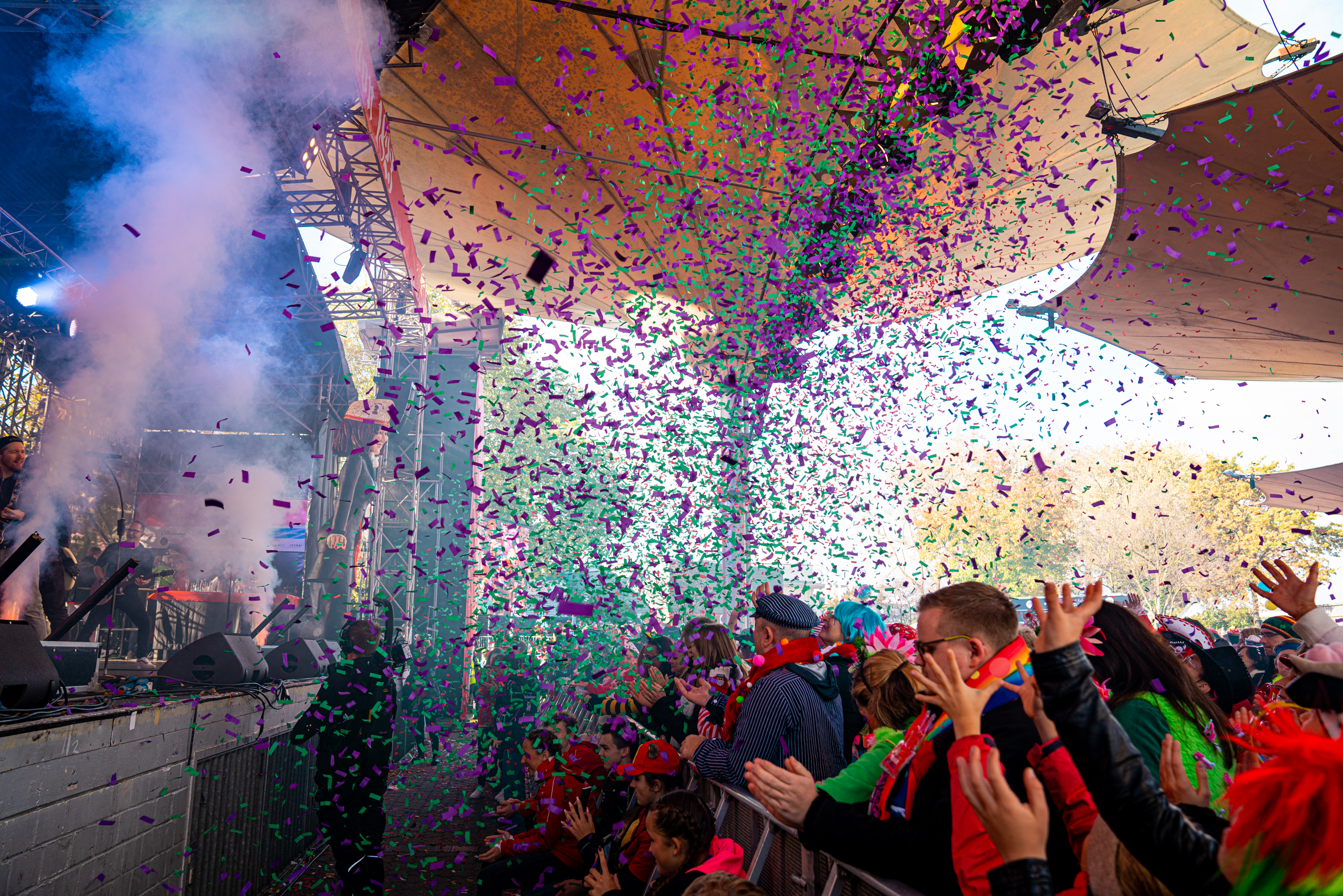
Seit 2013 gibt es am 11.11. um 11.11. Uhr und 11 Sekunden eine Eröffnung der Karnevalssession

Seit 2006 findet auf dem Gelände des Tanzbrunnens, im Theater sowie im angrenzenden Staatenhaus das Amphi Festival statt. Im September 2021 fand hier die Verleihung des Deutschen Fernsehpreises 2021 statt. Seit 2022 überträgt das ZDF die Mädchensitzung Kölle alaaf vom Tanzbrunnen. Neben den öffentlichen Veranstaltungen finden auch zahlreiche private Feste und Firmenfeiern im Theater oder den angrenzenden Rheinterrassen statt.